# Hahnia petrobia
Hahnia petrobia är en spindelart som beskrevs av Simon 1875. Hahnia petrobia ingår i släktet Hahnia och familjen panflöjtsspindlar. Inga underarter finns listade i Catalogue of Life.